# Ma thổi đèn - Tinh tuyệt cổ thành (phim truyền hình 2016)
Ma Thổi Đèn – Tinh Tuyệt Cổ Thành (tiếng Trung: 鬼吹灯之精绝古城, tiếng Anh: Candle in the Tomb) là bộ phim truyền hình Trung Quốc phát sóng năm 2016. Phim dựa theo bộ tiểu thuyết Ma thổi đèn của Thiên Hạ Bá Xướng, chuyển thể tập đầu tiên Tinh Tuyệt Cổ Thành với độ dài 21 tập và giữ đúng nội dung theo nguyên tác. Trong bộ phim lần này, Trần Kiều Ân sẽ hóa thân thành Shirley Dương, song hành cùng Shirley Dương là Hồ Bát Nhất (Cận Đông) và Tuyền béo (Triệu Đạt).
Phim được trình chiếu 3 tập vào lúc 20 giờ thứ hai hàng tuần độc quyền trên trang Tencent QQ bắt đầu từ 19 tháng 12 năm 2016, kết thúc vào 6 tháng 2 năm 2017.

## Nội dung chính
Hồ Bát Nhất cùng với Vương Khải Tuyền (Tuyền béo) sinh ra trong thời loạn, ở Trung Quốc xảy ra chiến tranh, còn có Cách mạng Văn hóa. Thời đó, thanh niên có 3 lựa chọn: nhập ngũ, ở lại thành phố làm công nhân hoặc lên vùng núi hoặc về quê lao động. Hai người Hồ Bát Nhất và Tuyền Béo đều là gia đình bị đấu tố, không có người chạy chọt nên bị điều lên vùng hẻo lánh lao động.
Sau đó, Hồ Bát Nhất được chú họ hàng xa quen biết giúp đỡ, anh nhập ngũ. Trung Quốc tới thời bình, Hồ Bát Nhất rời quân ngũ, hội ngộ với Tuyền Béo. Cả hai bán băng cát xét kiếm tiền sống qua ngày. Lại một hôm, tình cờ gặp tên bán đồ cổ Răng Vàng, hắn rất thoải mái tán chuyện với hai người, còn tặng hai người bùa mô kim (bùa của những mô kim hiệu uý – những người đào mộ để trừ tà). Dòng đời xô đẩy, hai người quyết định dấn thân vào nghề đổ đấu (đào mộ), đầu tiên là quay về vùng hẻo lánh họ từng lao động ở đó, đi vào Hắc Phong Khẩu, Dã Nhân Câu, tại đây họ cùng với cô gái người địa phương dẫn đường đã phát hiện căn cứ cũ của quân Nhật, cùng với mộ cổ và xác sống rượt đuổi họ. Sau khi ra ngoài an toàn, Tuyền béo đem hai miếng ngọc mà anh nhặt được trong cổ mộ bán lại cho Răng Vàng, tuy không có giá trị nhiều nhưng nhận ra tài năng của hai người, Răng Vàng quyết định giới thiệu cả hai cho Shirley Dương - một Hoa kiều từ Mỹ, nhiếp ảnh gia của tạp chí National Geographic về đang tuyển người cho chuyến đi thám hiểm thành cổ Tinh Tuyệt ở Sa mạc Taklamakan cũng như tìm hiểu về sự mất tích bí ẩn của cha cô. Nhờ sự hiểu biết về phong thủy, phân kim định huyệt của Hồ Bát Nhất (Vốn dĩ anh giỏi vì anh được ông nội truyền lại cho quyển "Thập Lục tự âm dương phong thủy bí thuật", nhưng tiếc rằng sách chỉ có một nửa, nửa còn lại không biết ở đâu) và miếng ngọc bội với những chữ Quỷ Động (Quỷ Động là một dân tộc thiểu số ở Tây Vực thời cổ đại, dân tộc này đã diệt vong từ lâu, trong thư tịch cổ khai quật ở Đôn Hoàng có ghi chép, nữ vương nước Tinh Tuyệt chính là người tộc Quỷ Động, mười chữ Quỷ Động trên miếng ngọc này rốt cuộc có ý nghĩa gì, thì còn cần khảo chứng thêm mới biết được) của Tuyền béo mà họ tham gia đoàn thám hiểm bên cạnh các nhà khảo cổ nổi tiếng như giáo sư Trần - chuyên gia về lịch sử Tây Vực, Hách Ái Quốc, và các học trò của giáo sư Trần như Tát Đế Bằng, Sử Kiên và Diệp Diệc Tâm. Thù lao của chuyến đi cũng rất hấp dẫn: 10.000 USD và thêm 10.000 USD nữa nếu tìm được thành cổ Tinh Tuyệt
Trên đường đến Sa mạc Taklamakan, Shirley Dương đột ngột thay đổi quyết định muốn cả đoàn đi về sông băng Côn Luân vì trước khi bố cô mất tích có đến đây để tìm quyển số ghi chép của nhà thám hiểm người Anh Walt - người vào thế kỷ 19 đã có cơ may được đến thành cổ Tinh Tuyệt. Hồ Bát Nhất nhớ lại có lần đơn vị đóng quân ở đây đã gặp nhiều chuyện kỳ là về một loại bọ lửa có khả năng thiêu cháy người khác nên do dự không muốn cả đoàn đi. Sau cùng, Shirley Dương thuyết phục anh thành công. Tại một khe nứt do tuyết lở, đoàn thám hiểm tìm thấy một con đường dẫn đến một khu huyệt mộ cũ treo rất nhiều xác người trên chín tầng yêu tháp (đây là cách an táng cổ), họ đã tìm thấy được quyển số ghi chép của nhà thám hiểm Walt cũng như chạy thoát được bầy bọ lửa nguy hiểm. Có được quyển sổ ghi chép, đoàn thám hiểm tiếp tục hành trình đến Sa mạc Taklamakan
Tại Tân Cương, cả đoàn quyết định nhờ ông già Anliman - một người rất rành đường để dẫn đường vào Sa mạc Taklamakan. Ông Anliman bảo mọi người, mùa này là lúc nguy hiểm nhất trong sa mạc, đường đầu tiên từ hồ Bostan đến di tích Thành Tây Dạ, có sa mạc và có cả hoang mạc, cũng may có sông Khổng Tước cổ nối liền, nên không khó nhận ra, nhưng muốn đi sâu nữa, liệu có tìm thấy sông ngầm Từ Độc hay không, còn phải xem xem ý của Hutai (ông trời) thế nào. Cả đoàn lên đường, trong chuyến đi, họ gặp một trận bão cát sa mạc, may mắn là họ tìm được di tích của một tòa thành cổ cỡ nhỏ trú ẩn. Trong tòa thành này, họ phát hiện một tượng đá mắt to. Trong lúc đoàn khảo cổ trong lúc đang nghiên cứu bức tượng thì đánh động đến bầy kiến lửa sa mạc. Số lượng lũ kiến lửa sa mạc trong thành này đâu chỉ triệu con, dường như cả tòa thành cổ là một tổ kiến khổng lồ. Trong miệng kiến lửa sa mạc có rất nhiều axit sinh học, hàng ngàn hàng vạn con cùng xông lên gặm nhấm, sau khi lũ kiến đi qua, chỉ còn trơ lại một đống xương trắng nhưng rất may cả đoàn khảo cổ đều chạy thoát.
Họ đi tiếp khoảng nửa ngày đường thì đến di tích thành cổ Tây Dạ theo như bản đồ của nhà thám hiểm Walt ghi lại. Tại đây cả đoàn dự trữ nước từ giếng cổ và Hồ Bát Nhất phát hiện được dưới giếng có thể có mộ cổ nên cả đoàn quyết định xuống thám hiểm. Giáo sư Trần nhận định đây là mộ hợp táng của hai vợ chồng vương tử nước Cô Mặc, chứng tỏ đã đến rất gần nước Tinh Tuyệt. Trong cuốn sổ ghi rằng, sau khi rời khỏi thành Tây Dạ, các nhà thám hiểm đã phát hiện ra một nơi gần đó có rất nhiều mộ đá, họ định sau khi quay trở lại sẽ tiến hành khai quật, cho nên trong cuốn sổ có vẽ tỉ mỉ đường đi. Đoàn khảo cổ tiến vào sa mạc đen, sau mười mấy ngày đi theo bản đồ trong cuốn sổ, họ đã đến hai ngọn núi Zhaklama, loại đá ở hai ngọn núi này chứa sắt từ, hàm lượng bình quân tuy không cao, nhưng đủ để ảnh hưởng đến các thứ máy móc định vị phương hướng chính xác. Lúc này cả đoàn đang thiếu nước trầm trọng, Diệp Diệc Tâm đang hôn mê do thiếu nước. Cả đoàn phát hiện sáu xác chết nằm la liệt, dưới đất còn vung vãi mấy thanh AK-47 và vài cái ba lô. Hách Ái Quốc đến một cái xác định tìm xem còn nước không cho Diệp Diệc Tâm uống thì không may bị một con rắn quái dị, lớp vảy trên mình lấp lánh, đầu có một cái bướu màu đen cắn chết. Hồ Bát Nhất thì may mắn nhờ đèn flash máy ảnh của Shirley Dương làm lóa mắt con rắn nên thoát chết. Đến sáng thì cả đoàn rời khỏi hẻm núi Zhaklama. Cả đoàn chôn cất Hách Ái Quốc và tiến vào thành cổ Tinh Tuyệt, ông già Anliman quyết định không vào mà đợi cả đoàn ở ngoài thành.
Quy mô của thành Tinh Tuyệt đủ có thể cho năm sáu vạn người cư ngụ. Tòa thành này nhìn chung đã bị hủy hoại gần hết, vùi trong cát không dưới ngàn năm, một số chỗ rất khó phân rõ là đồi cát hay thành lũy, đại đa số lầu tháp đều đã bị phong hóa sụt đổ. Cả đoàn tìm đường tiến lên giữa đống phế tích, gặp chỗ nào sụt lở thì vòng đường mà đi mới đến được trung tâm thành cổ. Dựa vào sự hiểu biết về phong thủy của Hồ Bát Nhất và kiến thức của giáo sư Trần, cả đoàn nghĩ rằng  hoàng cung và cổ mộ đều nằm cả dưới lòng đất trong thành, nhưng không phải là chụm vào một chỗ, có khả năng là phân làm hai, ba tầng, tầng trên mặt đất này là thành lũy, tầng dưới đất là hoàng cung, sau hơn nữa mới là lăng tẩm của nữ vương Tinh Tuyệt. Họ đi tìm khắp trong thành, cuối cùng phát hiện trong thành có một kiến trúc bằng đá cao hơn so với những gian nhà thông thường nên đào cát ra tiến vào. Dưới đất chỗ sâu nhất trong đền có thờ một hình con mắt bằng ngọc, trong ngọc còn có những vằn đỏ hình thành tự nhiên, tròng mặt màu lam. Shirley Dương phát hiện ra trên con mắt ngọc còn có một cái rãnh, hình dạng kì quặc, nhưng lại rất khớp với miếng ngọc bội của Tuyền béo. Tuyền béo lấy miếng ngọc bội trong người ra nhét miếng ngọc bội vào cái rãnh trên con mắt ngọc thạch thì thấy vừa khít. Trong lúc quan sát,  Hồ Bát Nhất vô tình làm vỡ con mắt bằng ngọc đánh động đến lũ rắn bướu màu đen. Nhớ lại lũ rắn này sợ ánh sáng, cả đoàn liền châm lửa đốt. Sau đó chia nhau ra quan sát các cây cột trong thần điện, mười sáu cây cột đá mỗi cột đều có vẽ sáu con mắt, bệ cột hình lục giác, có năm cạnh khắc nhưng phù điêu nhỏ khác nhau, lần lượt là hình quỷ đói, đầu dê, người hổ, người mắt to, thú hộ vệ, cạnh còn lại để trống. Hồ Bát Nhất thấy kiểu bố trí này giống như trận pháp "Thấu địa thập lục long" mà mình từng đọc trong sách. Hồ Bát Nhất cùng Shirley Dương xoay các cột làm lộ ra một đường hầm sâu không thấy đáy.
Họ tiến vào và tìm được nguồn nước ngầm ở đây. Cả đoàn nghỉ ngơi, Hồ Bát Nhất và Shirley Dương qua bờ bên kia đi trước kiểm tra tình hình, đi hết con đường dốc dài họ phát hiện một cái hang khổng lồ. Shirley Dương ném pháo sáng, nhờ ánh sáng của cây pháo, họ thấy bên dưới là một khoảng đất bằng khá rộng, vô số đồ vàng bạc gốm sứ, trân châu bảo thạch. Bấy giờ Shirley Dương tìm thấy một bộ thang dây ở đầu phía bên kia khoảng đất bằng, thang dây buộc vào một tảng đá lớn nhô ra ở rìa miệng hang, hai đầu đều có khóa an toàn kiểu cũ. Hai người cùng quay về lại đón cả đoàn và đi vào hang động. Sâu trong hang động là một vực thẳm không thấy đáy, quanh hang động là một dải thang nhân tạo hình xoắn ốc.
Tuyền béo rọi đèn chiếu loanh quanh phát hiện ở giữa miệng hang có một cây trục đá lơ lửng, trục đá này vừa hẹp vừa dài, nhô ra từ vách đá, vừa vặn treo ngay phía trên hang động. Đầu kia trục đá đặt một khúc gỗ rất lớn, mười mấy vòng xích sắt quấn quanh cành cây, buộc liền với trục đá ngang, cố định khúc gỗ lại. Kỳ quặc hơn nữa là trên khúc gỗ này mọc lên một lùm hoa cỏ xanh mướt, bông hoa to như thùng nước, miệng thắt bụng phình, cánh hoa cuộn lại với nhau, từ trong ra ngoài chỉ một màu xanh, xung quanh mỗi phía có một cái lá lớn đỏ như máu, bám rễ trên khúc cây, cành nhánh của nó và xích sắt cùng quấn lấy nhau, ôm chặt thân cây. Hồ Bát Nhất nhận ra đây là gỗ thần Côn Luân mà anh nghe ông nội nói, dù chỉ có một đoạn, tách rời khỏi bùn đất, nguồn nước và ánh mặt trời, nó vẫn không khô héo, tuy không thể sinh trưởng thêm nhưng vẫn giữ được dáng vẻ ban đầu, đặt thi thể vào trong quan tài làm bằng gỗ thần Côn Luân, hàng vạn năm cũng không mục rữa. Giáo sư Trần nhận ra đây là hoa thơm xác, loài hoa này vốn sinh trưởng ở nước Hậu Nguyệt, từng được đưa vào Trung Thổ qua Con đường tơ lụa, vì môi trường không thích hợp, rồi tuyệt tích. Hoa thơm xác có thể sống trong cổ mộ, nghe nói có thể giữ cho xác chết không mục rữa, còn có thể khiến xác chết tỏa ra mùi thơm, tương truyền trong loài hoa thơm xác này có ám ác quỷ, sau khi hoa trưởng thành, thì người sống không được tiếp cận nó nữa. Chính loài hoa thơm xác này làm cho cả đoàn bị ảo giác: giáo sư Trần bị hoang tưởng, Hồ Bát Nhất mở nắp quan tài gỗ và Shirley Dương là nữ vương Tinh Tuyệt, Sở Kiện và Tát Đế Bằng đánh nhau đến chết. Tuyền béo bắn vào hoa thơm xác làm sản sinh ra vô số hoa bỉ ngạn.
Cả đoàn chạy đến một hang động và phát hiện hai xác chết cùng một khạp đá. Theo Đại Đường Tây Vực ký ghi chép thì nhiều khả năng xác đứa trẻ có lẽ là đồ đệ hoặc con cháu nào đó của vị tiên thánh, được gọi là nhà tiên tri, còn người già này là lão bộc. Trên khạp đá khắc hình vẽ tiên tri rằng sau khi cậu ta chết đi, sẽ không có bất cứ người nào tới hầm mộ này, mãi cho tới một ngày nọ, có bốn người vô ý mở chiếc tráp đá này ra. Cả đoàn đều  cho rằng nhà tiên tri nhầm vì ở đây có năm người: Hồ Bát Nhất, Shirley Dương, Tuyền béo, Giáo sư Trần và Diệp Diệc Tâm (do ảo giác của hoa thơm xác nên họ lầm chứ thực tế ở đây chỉ có bốn người là Hồ Bát Nhất, Shirley Dương, Tuyền béo, Giáo sư Trần thôi còn Sở Kiện, Tát Đế Bằng và Diệp Diệc Tâm lúc ở đoạn sông ngầm sau khi lấy nước tích trữ đã quay trở lên đợi cùng với Anliman rồi). Bên trong khạp đá là một chiếc hộp đá, mở bên trong hộp đá là một cuốn sách cổ làm bằng da dê. Shirley Dương xem trong sách có một lời sấm chỉ ra rằng, sẽ có bốn người may mắn sống sót, do lòng núi rạn nứt mà vào được hầm mộ này, một trong số đó là hậu duệ của bộ tộc tiên thánh, tiên thánh sẽ chỉ cho kẻ hậu duệ bộ tộc của mình một con đường sống, nhưng nhất quyết không được để cuốn sách da dê rơi xuống đất, khi cuốn sách da dê rơi xuống đất cũng là lúc bão cát nổi lên, cát vàng sẽ lại một lần nữa nhấn chìm thành cổ Tinh Tuyệt và núi thần Zhalkama. Hồ Bát Nhất và Tuyền béo đều tin rằng chính Shirley Dương là hậu duệ của bộ tộc trên vì cô cũng có khả năng tiên tri, nhìn thấy được Quỷ Động trong giấc mơ trước khi cô đến đây (sau này lúc thoát ra được, Shirley Dương cũng thừa nhận với Hồ Bát Nhất rằng cô đã biết mình là hậu duệ của bộ tộc trên từ mẹ cô. Chuyến đi này là để phá giải một lời nguyền cổ làm cho gia đình cô không ai sống quá 50 tuổi). Trong lúc ba người đang bàn luận thì giáo sư Trần thần trí không tỉnh táo cướp được quyển sách da dê và làm rơi xuống đất. Một cơn chấn động dữ dội làm hang động nứt ra ba khe hở lớn. Cả bốn người quyết định đi vào trong một khe hở theo ngón tay của xác nhà tiên tri. Họ thoát ra ngoài được và gặp lại Anliman cũng những người khác. Cả đoàn đi trên sa mạc nhiều ngày, sắp chết khát thì gặp được lạc đà trắng chỉ đường tới nguồn nước và sau cùng họ đi tới khu dầu mỏ đang khai thác và được cứu sống.
Trở về Bắc Kinh, Shirley Dương trả thù lao cho Hồ Bát Nhát và Tuyền béo, đồng thời tạm biệt họ để trở về Mỹ cũng như đưa giáo sư Trần đi chữa bệnh. Shirley Dương cũng khuyên Hồ Bát Nhất nên bỏ công việc đổ đấu (trộm mộ) đi vì nó rất tổn hại âm đức. Hồ Bát Nhất cảm ơn cô về lời khuyên và cho rằng việc gì cũng có hai mặt tốt xấu của nó. Sau chuyến đi, Hồ Bát Nhất và Tuyền béo xuất hiện một dấu ấn hình con mắt sau lưng. Phim kết thúc bằng cảnh Shirley Dương trở về khách sạn và nói chuyện điện thoại với một người mà cô xưng hô là bố là ngày mai cô sẽ trở về Mỹ...

## Phân vai

### Nhân vật chính
- Cận Đông vai Hồ Bát Nhất
- Trần Kiều Ân vai Shirley Dương
- Triệu Đạt vai Vương Khải Tuyền (Tuyền Béo)

### Nhân vật phụ
- Nhạc Dương vai Răng Vàng
- Vương Vĩnh Tuyền vai  Anliman
- Dương Tân Minh vai giáo sư Trần
- Phùng Huy vai Hách Ái Quốc
- Kim Trạch Hạo vai Sở Kiện
- Phó Mai vai Diệp Diệc Tâm
- Khuông Mục Dã vai Tát Đế Bằng
- Trương Nghệ Thượng vai Anh Tử
- Trương Hiểu Khiêm vai Ca Oa